# Jaakko Luoma
Jaakko Artturi Luoma (ur. 9 lipca 1897 w Stanach Zjednoczonych, zm. 12 marca 1940 w Uomaa) – fiński lekkoatleta, średniodystansowiec.
Podczas igrzysk olimpijskich w Paryżu (1924) zajął 12. miejsce w biegu na 1500 metrów.

## Rekordy życiowe
- Bieg na 1500 metrów – 4:01,6 (1924)